# La Bâtie-Montgascon
Pour les articles homonymes, voir La Bâtie et Montgascon.
La Bâtie-Montgascon est une commune française située dans le département de l'Isère, en région Auvergne-Rhône-Alpes.
Positionnée dans la partie septentrional du département, la commune est adhérente à la communauté de communes Les Vals du Dauphiné depuis le 1er janvier 2017.
Le habitants de la commune sont dénommés les Batiolans.

## Géographie

### Situation et description
La Bâtie-Montgascon est située à 6 km de La Tour-du-Pin et à 15 km de Pont-de-Beauvoisin.
La grande ville la plus proche de La Bâtie-Montgascon est Bourgoin-Jallieu  (28 000 habitants), située à 20 kilomètres à l'ouest à vol d'oiseau.

### Climat
Pour des articles plus généraux, voir Climat d'Auvergne-Rhône-Alpes et Climat de l'Isère.
En 2010, le climat de la commune est de type climat des marges montargnardes, selon une étude du Centre national de la recherche scientifique s'appuyant sur une série de données couvrant la période 1971-2000. En 2020, Météo-France publie une typologie des climats de la France métropolitaine dans laquelle la commune est exposée à un climat de montagne ou de marges de montagne et est dans la région climatique  Alpes du nord, caractérisée par une pluviométrie annuelle de 1 200 à 1 500 mm, irrégulièrement répartie en été. 
Pour la période 1971-2000, la température annuelle moyenne est de 10,6 °C, avec une amplitude thermique annuelle de 17,9 °C. Le cumul annuel moyen de précipitations est de 1 176 mm, avec 9,8 jours de précipitations en janvier et 7,2 jours en juillet. Pour la période 1991-2020, la température moyenne annuelle observée sur la station météorologique de Météo-France la plus proche, « Pont-de-Beauvoisin », sur la commune du Pont-de-Beauvoisin à 12 km à vol d'oiseau, est de 11,8 °C et le cumul annuel moyen de précipitations est de 1 166,3 mm,. Pour l'avenir, les paramètres climatiques de la commune estimés pour 2050 selon différents scénarios d'émission de gaz à effet de serre sont consultables sur un site dédié publié par Météo-France en novembre 2022.

### Hydrographie
Le territoire communal est bordé dans sa partie méridionale par la Bourbre, un affluent du Rhône d'une longueur de 72,3 km.

### Voies de communication et transports
Le territoire communal est traversé par l'ancienne route nationale 516, déclassée en route départementale 916, permettant de joindre La Tour-du-Pin à Chambéry.
L'autoroute A43, voie autoroutière qui relie la commune à Lyon et à Chambéry grâce un échangeur situé entre la Tour-du-Pin et Saint-Didier-de-la-Tour.
- 9.1 : La Tour-du-Pin-Est (sens Lyon-Chambéry).

La gare ferroviaire la plus proche est la gare de La Tour-du-Pin, desservie par des trains TER Auvergne-Rhône-Alpes.

## Urbanisme

### Typologie
Au 1er janvier 2024, La Bâtie-Montgascon est catégorisée bourg rural, selon la nouvelle grille communale de densité à sept niveaux définie par l'Insee en 2022.
Elle appartient à l'unité urbaine de La Tour-du-Pin, une agglomération intra-départementale regroupant 15  communes, dont elle est une commune de la banlieue,,. La commune est en outre hors attraction des villes,.

### Occupation des sols
L'occupation des sols de la commune, telle qu'elle ressort de la base de données européenne d’occupation biophysique des sols Corine Land Cover (CLC), est marquée par l'importance des territoires agricoles (79,3 % en 2018), en diminution par rapport à 1990 (87,9 %). La répartition détaillée en 2018 est la suivante : 
zones agricoles hétérogènes (64,5 %), terres arables (14,8 %), zones urbanisées (14,6 %), forêts (6,2 %). L'évolution de l’occupation des sols de la commune et de ses infrastructures peut être observée sur les différentes représentations cartographiques du territoire : la carte de Cassini (XVIIIe siècle), la carte d'état-major (1820-1866) et les cartes ou photos aériennes de l'IGN pour la période actuelle (1950 à aujourd'hui).

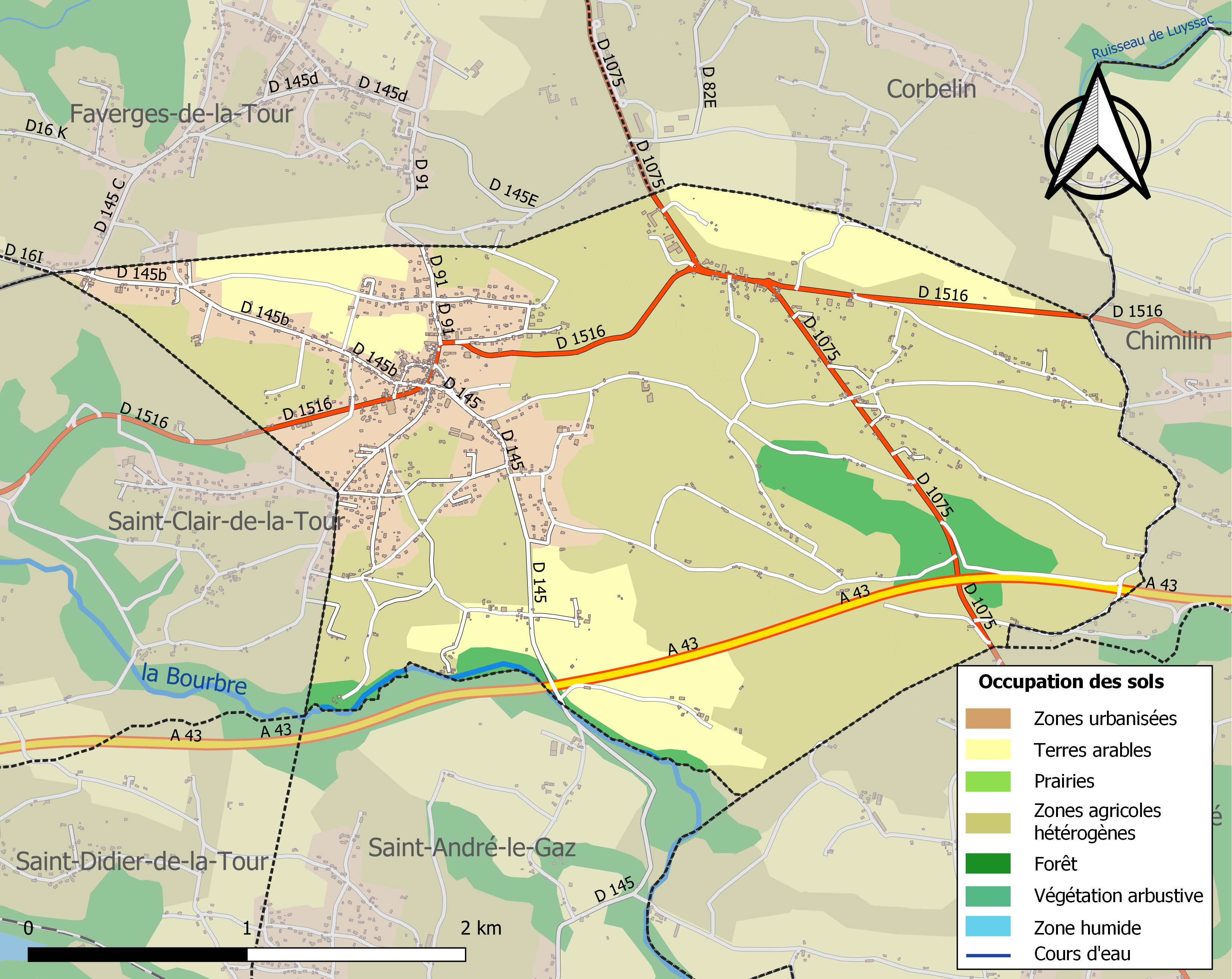
Carte des infrastructures et de l'occupation des sols de la commune en 2018 (CLC).

### Risques naturels et technologiques

#### Risques sismiques
L'ensemble du territoire de la commune de La Bâtie-Montgascon est situé en zone de sismicité n°3 (sur une échelle de 1 à 5), comme la plupart des communes de son secteur géographique.
| Type de zone | Niveau            | Définitions (bâtiment à risque normal) |
| ------------ | ----------------- | -------------------------------------- |
| Zone 3       | Sismicité modérée | accélération = 1,1 m/s2                |

## Politique et administration

### Liste des maires
| Période                                  | Période  | Identité       | Étiquette | Qualité  |
| ---------------------------------------- | -------- | -------------- | --------- | -------- |
| mars 2001                                | 2020     | Gilbert Joye   | DVG       | Retraité |
| 2020                                     | En cours | Nicolas Solier |           |          |
| Les données manquantes sont à compléter. |          |                |           |          |

## Population et société

### Démographie
L'évolution du nombre d'habitants est connue à travers les recensements de la population effectués dans la commune depuis 1793. Pour les communes de moins de 10 000 habitants, une enquête de recensement portant sur toute la population est réalisée tous les cinq ans, les populations de référence des années intermédiaires étant quant à elles estimées par interpolation ou extrapolation. Pour la commune, le premier recensement exhaustif entrant dans le cadre du nouveau dispositif a été réalisé en 2006.

En 2022, la commune comptait 2 025 habitants, en évolution de +6,36 % par rapport à 2016 (Isère : +3,07 %, France hors Mayotte : +2,11 %).
| 1793  | 1800  | 1806  | 1821  | 1831  | 1836  | 1841  | 1846  | 1851  |
| ----- | ----- | ----- | ----- | ----- | ----- | ----- | ----- | ----- |
| 1 318 | 1 545 | 1 659 | 1 844 | 1 311 | 1 361 | 1 381 | 1 379 | 1 485 |

| 1856  | 1861  | 1866  | 1872  | 1876  | 1881  | 1886  | 1891  | 1896  |
| ----- | ----- | ----- | ----- | ----- | ----- | ----- | ----- | ----- |
| 1 471 | 1 462 | 1 523 | 1 565 | 1 524 | 1 555 | 1 547 | 1 386 | 1 375 |

| 1901  | 1906  | 1911  | 1921  | 1926  | 1931  | 1936  | 1946  | 1954  |
| ----- | ----- | ----- | ----- | ----- | ----- | ----- | ----- | ----- |
| 1 302 | 1 260 | 1 263 | 1 178 | 1 171 | 1 186 | 1 123 | 1 104 | 1 116 |

| 1962  | 1968  | 1975  | 1982  | 1990  | 1999  | 2006  | 2011  | 2016  |
| ----- | ----- | ----- | ----- | ----- | ----- | ----- | ----- | ----- |
| 1 158 | 1 206 | 1 279 | 1 296 | 1 310 | 1 435 | 1 657 | 1 801 | 1 904 |

| 2021  | 2022  | - | - | - | - | - | - | - |
| ----- | ----- | - | - | - | - | - | - | - |
| 1 997 | 2 025 | - | - | - | - | - | - | - |

### Enseignement
La commune est rattachée à l'académie de Grenoble.

### Médias
Historiquement, le quotidien à grand tirage Le Dauphiné libéré consacre, chaque jour, y compris le dimanche, dans son édition du Nord-Isère, un ou plusieurs articles à l'actualité du canton, ainsi que des informations sur les éventuelles manifestations locales, les travaux routiers, et autres événements divers à caractère local.
La commune est située sur l'aire de diffusion de radio Ici Isère, une radio publique qui émet sur tout le territoire du département de l'Isère.

### Cultes
La communauté catholique et l'église paroissiale de La Bâtie-Montgascon (propriété de la commune) sont rattachées à la paroisse Sainte-Anne qui est, elle-même, rattachée au diocèse de Grenoble-Vienne.

## Culture locale et patrimoine

### Lieux et monuments
- Château de Renodel, privé, fermé au Public..
- Église paroissiale Saint-Symphorien de la Bâtie-Montgascon, datant du XIXe siècle.
- Monument aux morts communal.
- Château fort de La Bâtie-Montgascon, du XIIIe siècle, propriété des seigneurs de Rivoire[22].

### Patrimoine culturel
- Musée vivant du Tisserand dauphinois
- Salle polyvalente (travaux achevés en 2009)

### Personnalités liées à la commune
- Dr Victor Prunelle (1777-1853). Propriétaire du château du Vion, sa tombe est au cimetière de La Bâtie-Montgascon. Médecin et homme politique, il fut député de l'Isère, maire de Lyon et de Vichy. Il tenta de réprimer la 1re révolte des Canuts à Lyon (21-24 novembre 1831).
- Pierre Marion (1914-2000), né à La Bâtie-Montgascon. Chirurgien du cœur, il consacra sa vie à mettre au point des valves et un cœur artificiel.
- Gérard Nicoud a tenu un bar-restaurant à La Bâtie-Montgascon[23].
- Patrick Piot, pilote de moto professionnel, né en 1967 à Bourgoin-Jallieu, réside à La Bâtie-Montgascon.
- François de Gratet de Dolomieu dit Dupré (Grenoble 1744 - Chimilin 1833). Successivement procureur du roi puis voyer de la ville de Saint-Pierre à la Martinique (1774-1780), substitut du procureur de l'île de Grenade (1780-1782) puis après des études de médecine à Montpellier s'établit à La Bâtie-Montgascon, dont il est maire de 1804 à 1816.